# Cymbopogon martini
La palmarosa o Cymbopogon martinii es una especie de planta herbácea del género Cymbopogon perteneciente a la familia de las gramíneas o poáceas. 

## Distribución
Es una hierba perenne nativa del sur y el sudeste de Asia, especialmente India, donde es cultivada por su aceite.

## Usos
El aceite esencial de esta planta, que contiene el compuesto activo geraniol, es valorado por su olor y por un número de médicos tradicionales y para los usos domésticos. El aceite de palmarosa se ha demostrado ser un eficaz repelente de insectos cuando se aplica al grano y legumbres almacenadas, un antihelmíntico contra nematodos, y un antifúngico y repelente de los mosquitos.
El aceite de palmarosa, que tiene un olor similar a las rosas, se añade a los jabones y cosméticos.

## Taxonomía
Cymbopogon martini fue descrita por (Roxb.) W.Watson y publicado en Himalayan Districts of the North-western Provinces of India 10: 392. 1882.
Etimología
Cymbopogon: nombre genérico que deriva del griego kumbe = (barco) y pogon = (barba), refiriéndose a las muchas aristas y espatas parecidas a un barco.
martini: epíteto
Sinonimia
- Andropogon martini Roxb.
- Andropogon martinii Roxb.
- Andropogon schoenanthus var. martini (Roxb.) Benth.	[4][6][7]